# Snowflake Inc.
Snowflake Inc. ist ein Cloud-basiertes Software-as-a-Service-Unternehmen, das 2012 gegründet wurde.
Bevor das Unternehmen im Mai 2021 die Entscheidung traf, auf ein „headquarterloses“ Modell umzusteigen, da die Belegschaft „global verteilt“ sei, befand sich sein Unternehmenssitz in San Mateo, Kalifornien. Als Unternehmensadresse ist nun die Stadt Bozeman in Montana angegeben, da es seitens der SEC vorgeschrieben ist, einen Unternehmenssitz zu haben, und dies der Ort ist, an dem der CEO seinen Wohnsitz hat. 2020 verfügte das Unternehmen über Standorte in zwölf verschiedenen Ländern. In Deutschland betreibt Snowflake Büros in München und Berlin. In der Schweiz betreibt Snowflake ein Büro in Zürich.  

## Produkte
Snowflake hatte sich im Anfangsstadium darauf konzentriert, ein Data Warehouse für die Cloud zu entwickeln und im Sommer 2020 den Fokus auf die Data Cloud gelenkt. Kunden von Snowflake können mit der Data Cloud Datensilos vereinen, Daten entdecken und freigeben sowie verschiedene analytische Workloads ausführen. Unabhängig davon, wo sich die Daten oder User befinden, bietet die Data Cloud hierfür eine einheitliche Datenlösung. Die Plattform bietet zudem Lösungen für Data Warehousing, Data Lakes, Data Engineering, Data Science, Entwicklung von Datenanwendungen und Data Sharing.
Snowflake ist auf Amazon Web Services, seit 2014 auch auf Microsoft Azure und ist seit 2019 auch in der Google Cloud Platform verfügbar. Mehr als tausend Unternehmen nutzen die Data Cloud von Snowflake, darunter Adobe Inc. und Capital One. 

## Geschichte
Snowflake Inc. wurde 2012 in San Mateo, Kalifornien, von drei Data-Warehousing-Experten gegründet: Benoit Dageville, Thierry Cruanes und Marcin Zukowski. Dageville und Cruanes arbeiteten zuvor bei Oracle. Zukowski war Mitbegründer des niederländischen Start-ups Vectorwise. Der erste CEO des Unternehmens war Mike Speiser, ein Risikokapitalgeber bei Sutter Hill Ventures. Der Name des Unternehmens „Snowflake“ („Schneeflocke“) wurde als Hommage an den Wintersport gewählt.
Snowflake verließ den Stealthmodus im Oktober 2014, nachdem im Juni desselben Jahres der ehemalige Microsoft-Manager Bob Muglia zum CEO ernannt wurde. 
Das Cloud Data Warehouse wurde im Juni 2015 allgemein verfügbar und zu diesem Zeitpunkt von 80 Organisationen verwendet. Es erhielt von Investoren 45 Millionen US-Dollar an Kapital. Im Januar 2018 kündigte Snowflake eine Investitionsrunde in Höhe von 263 Millionen US-Dollar an, mit der das Unternehmen eine Einhornbewertung von 1,5 Milliarden US-Dollar erhielt. Im Oktober 2018 sammelte Snowflake weitere 450 Millionen US-Dollar ein und erhöhte seine Bewertung auf 3,5 Milliarden US-Dollar.
Im Mai 2019 wechselte Frank Slootman als neuer CEO zu Snowflake. Am 7. Februar 2020 wurde bekannt gegeben, dass das Unternehmen weitere 479 Millionen US-Dollar von Investoren erhalten und seine Bewertung bei 12,4 Milliarden US-Dollar lag. Im September 2020 erfolgte der Börsengang von Snowflake. Dabei sammelte das Unternehmen 3,36 Milliarden US-Dollar ein und wurde mit 33 Milliarden US-Dollar bewertet.
Am 28. Februar 2024 trat Frank Slootman als CEO zurück und wurde durch den Mitbegründer von Neeva, Sridhar Ramaswamy, ersetzt. Snowflake hatte im Vorjahr Neeva erworben.

## Sicherheitszwischenfälle
Ende Mai 2024 machte die Firma Live Nation Entertainment, Inc. eine Börsenmitteilung, dass durch einen Zwischenfall bei einem Cloud-Dienstleister Kundendaten ihrer Tochter Ticketmaster in kriminellen Kreisen zum Verkauf angeboten wurden. In der Fachpresse wurde berichtet, dass Snowflake-Systeme in den Fall involviert waren, Kundendaten von Banco Santander seien auch betroffen. Snowflake jedoch würde ein Versagen seiner Systeme bestreiten. In Fachkreisen wird die Rolle Snowflakes kontrovers diskutiert.